# Plana Baixa
La Plana Baixa és una comarca del País Valencià, costanera i valencianoparlant del nord del País Valencià, amb capital a Borriana. Limita al nord amb la Plana Alta i l'Alcalatén, a l'est amb la mar Mediterrània, al sud amb el Camp de Morvedre, a l'oest amb l'Alt Millars i l'Alt Palància.

## Vegetació i clima
La comarca té un clima suau a l'hivern (excepte les zones de la Serra d'Espadà) amb temperatures que oscil·len entre els 11 °C i els 14 °C) i calorós a l'estiu, amb temperatures que oscil·len entre els 30 °C i els 33 °C.
La Plana Baixa té una geografia contrastada, amb platja i muntanya. Les ciutats costaneres tenen un clima mediterrani típic, però en canvi a la muntanya el clima és més rigorós. Les platges de la comarca oferixen molts servicis als turistes i quasi totes ostenten bandera blava.
A la muntanya es troba el parc natural de la Serra d'Espadà, un gran massís muntanyós i parc natural amb nombroses fonts, barrancs, i frondosos boscos d'alzines sureres. La serra s'estén en els contraforts del Sistema Ibèric i té uns 60 km de longitud i 1200 km² d'extensió. No té una altitud molt elevada, ja que les seues muntanyes a penes superen els mil metres, sent les més elevades el pic de la Ràpita (1.106 m), l'alt del Pinar (1.101 m) o el pic d'Espadà (1.083 m).

## Història
Després de la denominació musulmana i el passatger episodi del Cid, la comarca tingué importància capital en la Reconquesta, ja que Borriana, que fou batuda el 1233 després d'un atac de dos mesos, es convertiria en centre d'operacions per a futures conquestes. La zona reconquerida més tardana fou, naturalment, la dels castells de la Serra d'Espadà i concretament la Batlia d'Eslida, que no es va rendir fins a la Quaresma del 1238, és a dir, poc abans de la conquesta de la ciutat de València.
Després de la Reconquesta, les terres fèrtils del pla foren repoblades pels cristians i els musulmans varen ser relegats a l'interior, on la seua religió i costums foren respectats en nombroses ocasions pels pactes establits amb el rei Jaume I. La Serra d'Espadà fou el nucli de la feroç resistència que varen oposar, encapçalats per Almamín, en ser obligats a convertir-se al cristianisme el 1525: un autèntic exèrcit, convocat com a Croada, fou necessari per a fer que es rendiren, el 19 de setembre del 1526. L'expulsió definitiva dels moriscos el 1609 despoblà bona part d'estes terres, que encara conservaven valuoses mostres del patrimoni cultural i arquitectònic d'aquella gent, fins i tot, poblats sencers pràcticament intactes.
En èpoques modernes, la Plana Baixa també fou escenari d'importants fets d'armes: la Guerra del Francès, les Guerres carlines i fins i tot recentment la Guerra Civil passaren per la comarca amb episodis significatius. Després de tot això, les fortificacions de la Plana Baixa, van sofrir nombrosos avatars: les torres costaneres i l'emmurallament de les ciutats del pla -amb l'admirable excepció de Mascarell- han desaparegut quasi completament caigudes pel creixement urbanístic. El remot emplaçament dels castells de la serra ha permès, en molts casos, la conservació de les seues restes, a pesar dels nombrosos fets bèl·lics en el que participaren.

### Delimitacions històriques
La comarca de la Plana Baixa és de creació moderna, l'any 1983, i comprèn part de les antigues comarques de la Plana i el Baix Espadà, que apareixen en el mapa de comarques d'Emili Beüt Comarques naturals del Regne de València, publicat l'any 1934.

## Municipis
Les dades bàsiques dels «20 municipis», amb les xifres de població del padró municipal d'habitants 2023, són:
| Municipi         | Habitants (2023) | Sup. (km²) | Dens. (2023) (hab./km²) |
| ---------------- | ---------------- | ---------- | ----------------------- |
| Vila-real        | 51.852           | 55,1       | 941,1                   |
| Borriana         | 35.750           | 47,2       | 757,4                   |
| Vall d'Uixó      | 31.611           | 67,1       | 471,1                   |
| Onda             | 25.547           | 108,4      | 235,7                   |
| Nules            | 13.827           | 50,5       | 273,8                   |
| Moncofa          | 7.747            | 14,5       | 534,3                   |
| Almenara         | 6.591            | 27,6       | 236,6                   |
| Betxí            | 5.580            | 21,3       | 260,7                   |
| les Alqueries    | 4.539            | 12,6       | 360,2                   |
| la Vilavella     | 3.074            | 6,2        | 495,8                   |
| Xilxes           | 2.981            | 13,6       | 219,2                   |
| Artana           | 1.980            | 36,3       | 54,5                    |
| Ribesalbes       | 1.135            | 8,6        | 132,0                   |
| la Llosa         | 1.003            | 10         | 100,3                   |
| Alfondeguilla    | 873              | 28,3       | 30,5                    |
| Tales            | 852              | 14,5       | 58,8                    |
| Eslida           | 758              | 18,1       | 41,9                    |
| Suera            | 572              | 22,2       | 25,8                    |
| l'Alcúdia de Veo | 203              | 30,7       | 6,6                     |
| Aín              | 130              | 12,3       | 10,6                    |
| la Plana Baixa   | 196.605          | 605,2      | 324,9                   |